# هنگ ۵ تفنگداران دریایی
هنگ ۵ تفنگداران دریایی (انگلیسی: 5th Marine Regiment) یک هنگ پیاده‌نظام از سپاه تفنگداران دریایی ایالات متحده آمریکا است، که ستاد فرماندهی و پادگان آن در کمپ پایگاه تفنگداران دریایی پندلتون، کالیفرنیا مستقر است. این هنگ پرافتخارترین هنگ در سپاه تفنگداران دریایی است و تحت فرماندهی لشکر ۱ تفنگداران دریایی و نیروی اول تفنگداران دریایی اعزامی قرار دارد. هنگ ۵ تفنگداران دریایی در سال ۱۹۱۷ تأسیس شد.